# Lucia di Lammermoor

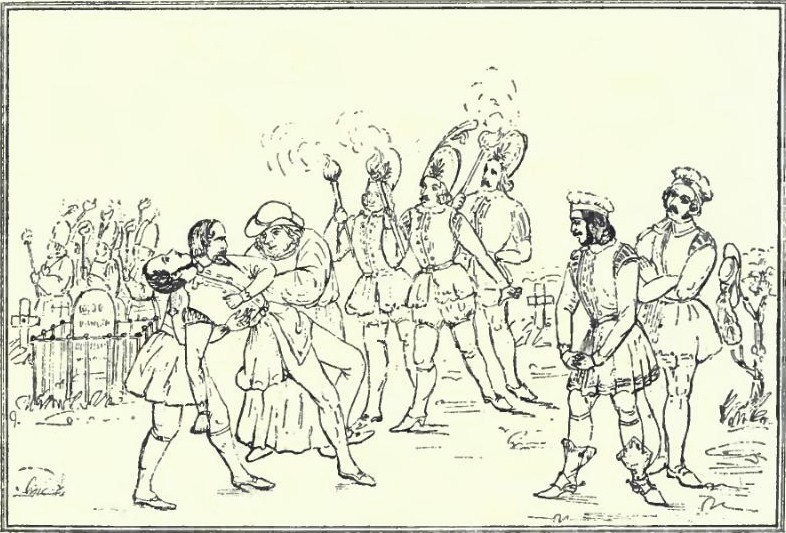
Scen ur fjärde akten av Gaetano Donizettis Lucia di Lammermoor. Teckning av John Arsenius. Från vänster: Pehr Adolf Wennbom, Julius Günther, Fredrik Kinmansson, Giovanni Belletti och Fredrik Habicht.

Lucia di Lammermoor är en italiensk opera i tre akter med musik av Gaetano Donizetti från 1835. Libretto av Salvatore Cammarano efter Walter Scotts roman The Bride of Lammermoor från 1819.

## Historia
Sir Walter Scotts romaner var populära förlagor för 1800-talets operalibrettister. Scott kunde i sina berättelser erbjuda inte bara den historiska bakgrund som i de romantiska operorna avlöste den tidigare förkärleken för antikt och mytologiskt stoff, utan också en spännande handling fylld av äventyr och livskonflikter. Hans roman Bruden från Lammermoor (1819) tonsattes mellan 1827 och 1834 inte mindre än sex gånger.
Vid uruppförandet sjöngs titelrollen av den berömda primadonnan Fanny Persiani. Även om detta avgörande bidrog till Lucia di Lammermoors stora framgång, så var det också inledningen till alla de ändringar och förkortningar som skulle komma att känneteckna även framtida uppsättningar. Hon transponerade till exempel ned den stora vansinnesscenen för att kunna briljera i de effektfulla oktavsprången. Hon förvandlade därigenom den dramatiska scenen och i slutändan hela rollen till ett glänsande paradnummer. Men med detta miste operans slut, Edgardos självmord, en del av dess mening. Enligt den romantiska operakonventionen skulle verket ha tvingats sluta med hjältinnans stora vansinnes- och dödsscen. Men Donizetti höll sig inte till den här konventionen och gav därigenom Edgardos rollgestalt nya drag. Den unge, häftigt förälskade hjälten uppvisar i sin aria Tu che a Dio spiegasti l'ali där han beskriver Lucia som en överjordisk änglagestalt, gripande, tragiska drag, som förebådar det patos och den värdighet som man senare skulle finna hos Verdis stora hjältetenorer.

## Personer
- Lord Enrico/Henry Ashton, (baryton)
- Lucia/Lucy Ashton, hans syster (sopran)
- Sir Edgaro/Edgar av Ravenswood (tenor)
- Lord Arturo/Arthur Bucklaw (tenor)
- Raimondo/Raymond Bidebent, Lucias kaplan och informator(basstämma)
- Alisa/Alice, Lucias sällskapsdam (mezzosopran)
- Normanno/Norman, kaptenen för Ravenswoods vaktmanskap (tenor)

## Handling
Operan utspelas i slutet av 1500-talets Skottland. Lord Enrico är i onåd vid det skotska hovet och ser ett giftermål mellan systern Lucia och lord Arturo Bucklaw som räddningen. Men Lucia har fattat kärlek till Lord Enricos dödsfiende sir Edgardo Ravenswood.

### Akt I
Scen 1. Lord Enrico Ashton, som utan att ha rätt till det, bor på slottet Ravenswood i Skottland. Hans syster Lucia skall nu av politiska och taktiskt skäl giftas bort med lord Arturo Bucklaw. Lucia träffar dock i all hemlighet Edgardo Ravenswood ("Quando rapita in estasi"), som hon älskar och växlar förlovningsringar med ("Verrano a te sull'aure"). Han vill göra slut på familjefejden genom att anhålla hos Enrico om hennes hand men hon ber honom vänta en tid. När Enrico får reda på att Lucia i hemlighet älskar Edgardo, svär han att hämnas.
Scen 2. Lucia berättar för sin hovdam Alisa om en Ravenswood, som en gång dödade sin älskade och som sedan dess visar sig vid parkbrunnen som ett spöke. Alisa tolkar berättelsen som ett dåligt omen och varnar Lucia för ett liknande öde. Lucia stämmer trots detta möte med Edgardo. De tar avsked från varandra eftersom Edgardo måste resa bort i politiska uppdrag, men svär varandra evig kärlek och trohet.

### Akt II
Scen 1. För att misstänkliggöra Edgardo visar Enrico ett förfalskar brev för Lucia där det framgår att Edgardo bedrar henne. I sin sorg går hon med på äktenskapet med Arturo.
Scen 2. När Lucia skriver under äktenskapskontraktet visar sig Edgardo och fördömer den olyckliga för otrohet ("Chi mi frena in tal momento"). Han vill kasta sig över Enrico och Arturo men kaplanen Raimondo skiljer dem åt. Bröllopsfesten går vidare tills kaplanen avbryter och berättar att Lucia har blivit vansinnig och dödat sin brudgum. Strax därpå dyker Lucia upp inför bröllopsgästerna iklädd en blodfläckad vid klänning och med en dolk i handen. Hon lider av vanföreställningen att hon är gift med Edgardo, men återupplever sedan scenen då denne lämnade henne, varpå hon förlorar medvetandet ("Ardon gl'incensi"). Till sist segnar hon medvetslös till golvet och bärs bort av Alisa och Raimondo.

### Akt III
Enrico och Edgardo vill lösa fejden med en duell, men skjuter dock upp striden till följande morgon. Edgardo beger sig till släkten Ravenswoods gravplats för att utkämpa duellen. När han får veta att Lucia har blivit vansinnig och hör dödsklockan klämta som tecken på att hon är död, begår han självmord.

## Lucias vansinne och musikens spegling

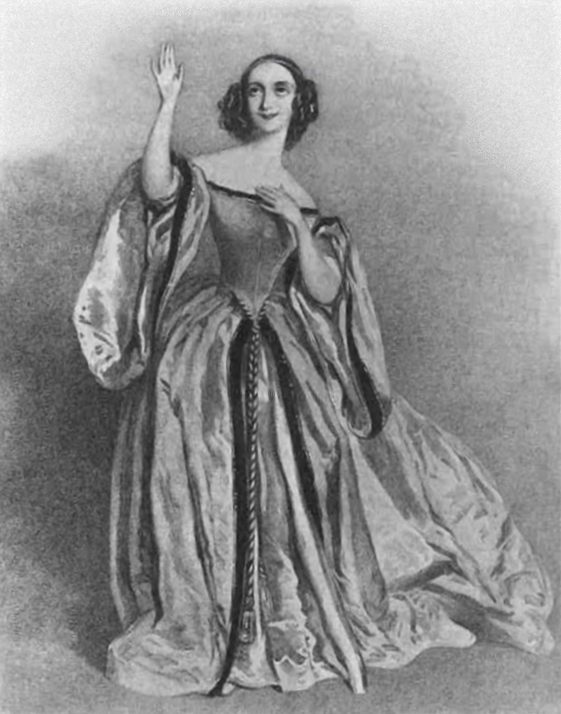
Fanny Persiani som Lucia

### Fontänscenen
Den säregna skönheten och elegansen, den eldiga schvungfullheten och den flödande lidelsen i Donizettis melodik lovordades ofta hänfört. Ett av de vackraste exemplen är Lucias berättelse om vålnaden vid fontänen. I sin inledningsaria, medan hon väntar på att möta sin älskade Edgardo, beskriver hon hur hon har sett vålnaden av en flicka som en gång mördas av lord Ravenswood, en anfader till Edgardo. Den berättelsen är en direkt parallell till Lucias eget kommande öde. Båda kvinnorna blir slutligen offer för sina känslor gentemot en man ur släkten Ravenswood. I takt med Lucias allt större bestörtning förses den okonstlade, nocturnlikt böljande  efterföljande cabalettan (den snabba slutdelen av arian) med allt mer upprörda koloraturpassager. Man får här klarhet i vilken överspänd och känslig människa den av dystra föraningar och ängslan plågade Lucia är. I denna scen ackompanjeras Lucia av flöjt och harpa. Flöjten har hela tiden uppgiften att peka framåt Lucias vansinne och det slutliga mordet på Arturo. Hornsektionen understryker mörkret och vålnaden medan harpan förstärker intrycket av det rinnande blodet, det vill säga Lucias upplevelse av att fontänens vatten färgas rött. Efter arian följer en duett mellan Edgardo och Lucia där stark vrede (hatet mellan familjerna Ravenswood och Ashton) och dess inversion bildar grunden för en passionerad kärleksduett. Med undantag av denna stora kärleksduett med Edgardo (akt I) visar sig hjältinnan under hela operan aldrig vara riktigt lycklig, glad eller ens liknöjd. 

### Vansinnesscenen
Den tredje akten fullbordar det som redan antytts i första akten. Lucia har tvingats till äktenskap med Arturo, dödar honom i bröllopssängen och kommer ner till bröllopsgästerna klädd i ett nattlinne nedstänkt med blod. Därefter följer operans höjdpunkt - Lucias vansinnesscen. Hela scenen byggs omsorgsfullt upp såväl dramaturgiskt som musikaliskt. Hon tycks inte förstå att Edgardo är frånvarande. Hon tycks heller inte förstå att hon just har mördat Arturo. En hallucinatorisk värld har tagit överhanden och hennes mentala tillstånd svänger mellan upplevelserna av den fasansfulla vålnad hon sett vid fontänen och känslan av den underbara bröllopsceremonin hon tror sig ha firat med Edgardo. Men, hon ger aldrig uttryck för vad som verkligen har skett, nämligen det att hon just har dödat Arturo. 
Donizetti hade redan tidigare använt sig av flöjt och harpa som ackompanjerande instrument, till exempel vansinnesscenen i Anna Bolena, som ackompanjeras av harpa, och i Amelias aria i Elisabetta o il Castello di Kenilworth (1829), där han skrev för glasharmonika och harpa. Den senare sättningen var ursprungligen tänkt även för Lucia vansinnesscen, men ändrades sedan till två flöjter och harpa. Det är först i Lucia di Lammermoor som de båda instrumentens eteriska klangfärg och medryckande passager blir till ett karakteristiskt musikaliskt uttrycksmedel. Av tradition är flöjten associerad till två olika dimensioner; dels betraktas den som ett falliskt, dionysiskt instrument, dels associeras den till hjärtat och ljuva känslor. Musikaliskt byggs scenen upp med allt vildare koloraturer, tvära kast, höga språng och slutförs med en ordlös sång (vokalis) i uppåtgående steg som avslutas i en extatisk höjdton. Det mentala sammanbrottet är nästan en logisk följd av hennes i allt mer extrema själstillstånd. Först när hon bönfaller om döden finner Lucia frid och inre ro. Hennes skenbart lugnande ord Spargi d'amaro pianto ("Beströ med bittra tårar") störs alltmer genom plötsliga harmonivändningar, kromatiska figurer och lidelsefullt vanställda passager. Den traditionella vansinnesscenens koloraturer blir här till en integrerad del av ett musikaliskt porträtt. 

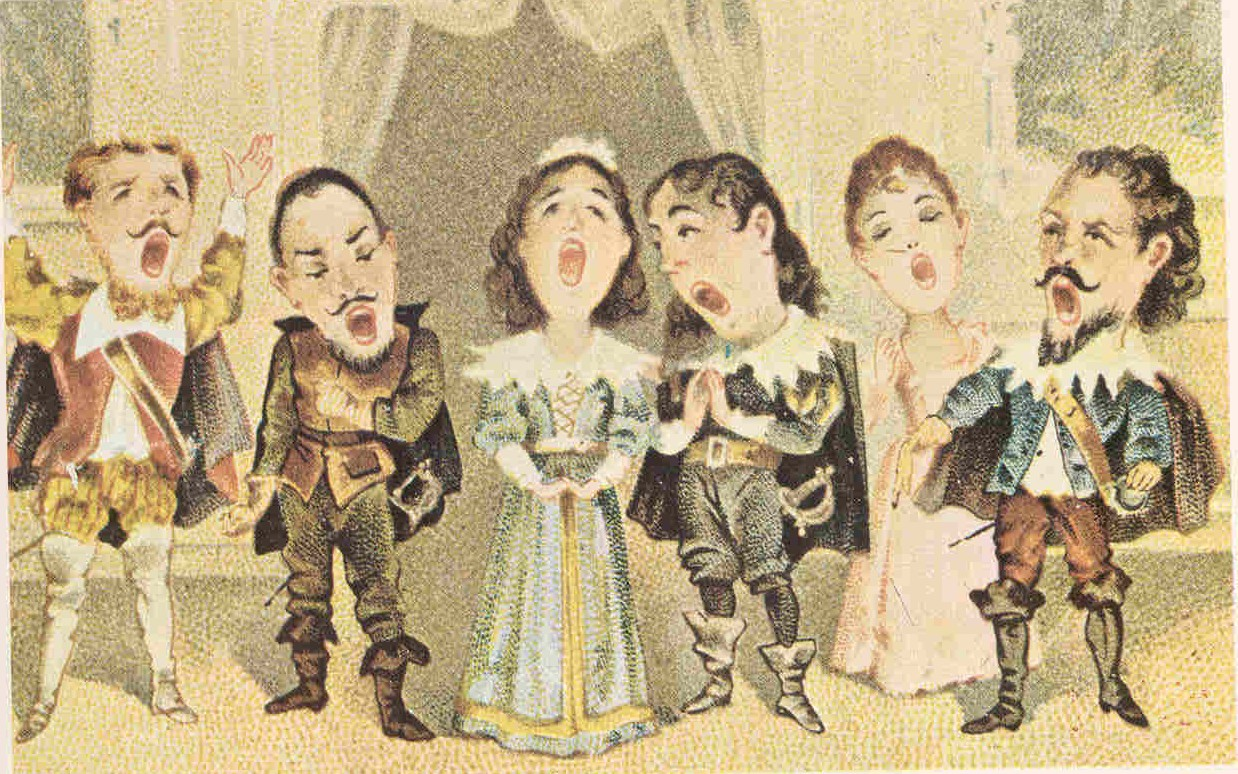
Karikatyr av Sextetten från ca 1900

### Sextetten
Den berömda sextetten (slutet av akt II) är operans centralpunkt, där de enskilda personernas känslor förtätas till en underbar ensemblescen. När Edgardo plötsligt dyker upp vid Lucias bröllop verkar tiden stå stilla. Edgardo och Enrico, som nu plågas av samvetskval, inleder den gripande melodin. Därefter sällar sig Lucia och hennes informator Raimondo, och till sist även Alisa och Arturo (som snarare kompletterar den musikaliska texturen än spinner vidare).

## Premiär
Operan uruppfördes på Teatro San Carlo i Neapel 26 september 1835. Flera av operahistoriens största sopraner har gestaltat Lucia, bland annat Kristina Nilsson, Adelina Patti, Nellie Melba, Amelita Galli-Curci, Toti dal Monte och Maria Callas. Rollen som Lucia räknas till de allra största och mest krävande för en koloratursopran, inte minst beroende på den 15-minuters vansinnesscen som hon har alldeles innan hon dör.
Den svenska premiären ägde rum på Stockholmsoperan den 16 maj 1840 och den iscensattes åter med premiär den 18 september 1913 och den 25 september 1958.
Den sattes upp på Folkoperan med premiär den 29 juni 2002 och på Göteborgsoperan med premiär den 10 februari 2007.

## Berömda utdrag
- Akt 1. Regnava nel silenzio (Lucia); Quando rapita (Lucia); Veranno a te sull'aure (Lucia och Edgardo)
- Akt 2. Chi mi frena (Sextett)
- Akt 3. Vansinnesscenen Ardon gl'incensi (Lucia); Fra poco a me ricovere (Edgardo); Tu che a dio (Edgardo)*Gammond, Peter (1982). Opera-handbok. Göteborg: Wezäta. sid. 65. Libris 7745312. ISBN 91-8507491-8

## Diskografi (urval)
- Lucia di Lammermoor. Sutherland, Pavarotti, Milnes, Ghiaurov, Davies, Tourangeau. Royal Opera House, Covent Garden Choir and Orchestra. Richard Bonynge, dirigent. Decca (ADD) 410 1932. 3 cd.[4]